# Brakteat

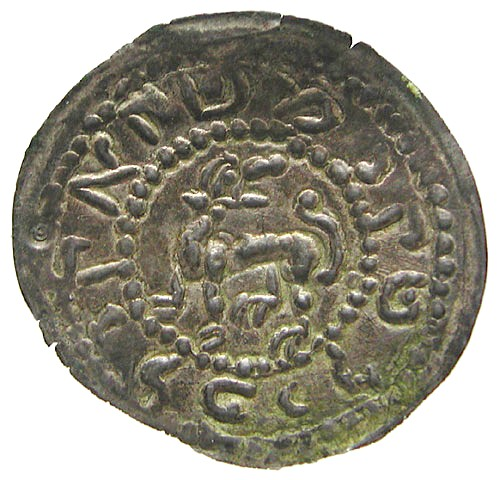
Brakteat „hebrajski” Mieszka Starego datowany na XII/XIII w.

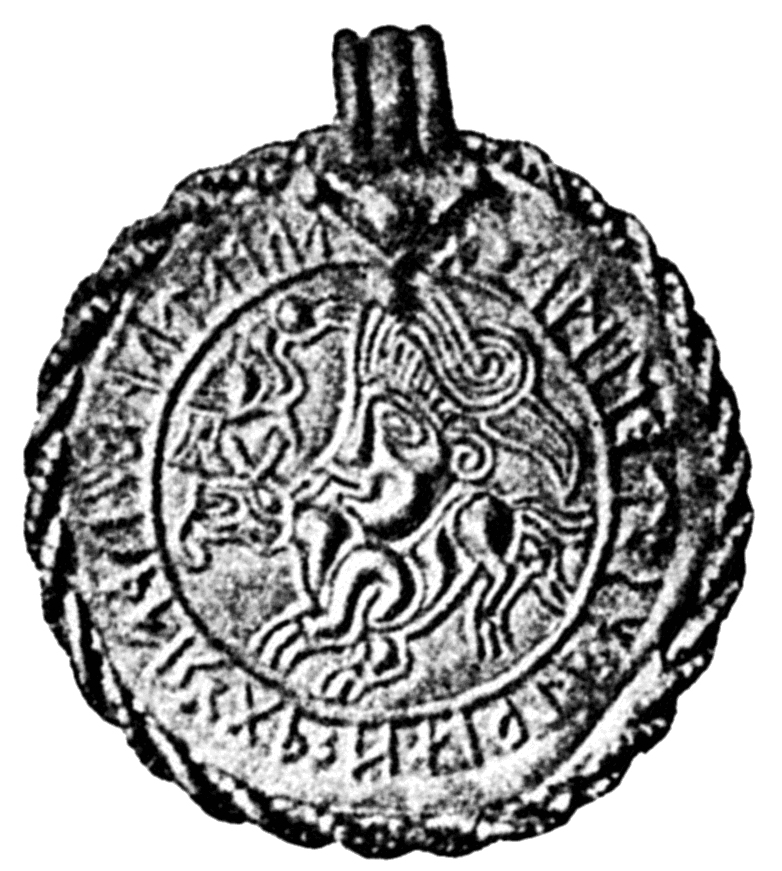
Brakteat z Vadstena (znalezisko ze Szwecji, 1774)

Brakteat (nummus bracteatus, od łac. bractea, brattea – blaszka) – średniowieczna moneta srebrna wybijana jednostronnie z cienkiej blaszki kruszcowej na miękkim podkładzie. 
W postaci brakteatów bito przede wszystkim w XII–XIV wieku w środkowej Europie niskowartościowe denary. Stempel odciśnięty wypukło na awersie pojawiał się jako wklęsły (negatyw) na rewersie. Tym sposobem przy ograniczonych możliwościach emisyjnych władcy (król, książę) spowodowanych brakiem kruszcu (srebra), wprowadzano do obiegu nawet duże ilości bezwartościowego pieniądza.
Pomysł wypuszczania taniego, niskowartościowego pieniądza powstał w krajach niemieckich. Za najstarsze monety tego rodzaju uważane są emisje z początków XII wieku, jakie wyszły z mennicy miśnieńskiej należącej do Henryka z Eilenburga (1103–1027), będącego prawdopodobnie inicjatorem tej praktyki. Z tego czasu pochodzą również brakteaty z innych mennic kościelnych: magdeburskiego arcybiskupa Konrada (1134–1142), hersfeldzkiego opata Henryka II (1127–1155) i kwedlinburskiej opatki Beatrycze z Winzenburga (1138–1180), które wagą początkowo nie różniły się od ówczesnych denarów. Dopiero jego postępująca deprecjacja spowodowała szkodliwą różnicę w zawartości srebra w monecie lub w gorszej jego próbie. 
W Polsce Mieszko Stary oprócz takich praktyk redukcji kruszcu w masowo bitych brakteatach, stosował (nawet trzykrotnie w ciągu roku) przymusową wymianę monet (renovatio monetae), co doprowadzało do znacznego drenażu rynku. Na zachodzie (za Odrą) brakteaty „słowiańskie” z wyjątkową inskrypcją CNES bił m.in. książę Jaksa z Kopanicy (Köpenick).
Typową praktyką była częsta wymiana brakteatów (z reguły 2 razy w roku), podczas której redukowano liczbę monet, np. za 13 starych otrzymać można było jedynie 12 nowej emisji, przy czym dopuszczano do obrotu jedynie nowe monety. W ten sposób zapobiegano tendencji gromadzenia pieniędzy i wymuszano ich szybki obrót, co prowadziło do stabilnego rozkwitu gospodarczego w średniowieczu. Czeski kronikarz Kosmas z Pragi oceniał to rozwiązanie bardzo negatywnie, twierdząc, że jest ono gorsze niż dżuma, bardziej niszczycielskie niż napad wrogów, głód i inne plagi.